# Frances Dee
Frances Marion Dee (Los Angeles, 26 november 1909 — Norwalk, 6 maart 2004) was een Amerikaans actrice.
Dee werd geboren in Los Angeles, maar groeide op in Chicago. Nadat ze in 1927 haar schooldiploma kreeg, studeerde ze twee jaar lang aan de Universiteit van Chicago. In 1929 keerde ze echter terug naar Californië, waar ze figurantenwerk in films begon te doen.
Haar grote doorbraak kreeg ze toen ze een hoofdrol tegenover acteur Maurice Chevalier aangeboden kreeg in de speelfilm The Playboy of Paris (1930). Ze werd opgemerkt door het publiek toen ze in films te zien was tegenover bekende acteurs.
Tijdens de opnamen van de film The Silver Cord (1933), kreeg ze een relatie met tegenspeler Joel McCrea. Al op 20 oktober 1933 trouwden ze. Ze bleven echtgenotes tot McCrea's overlijden in 1990. Hun zoon Jody McCrea (1934-2009) was eveneens acteur.
Dee stierf in 2004 aan een beroerte.

## Filmografie
| - Words and Music (1929) - True to the Navy (1930) - A Man from Wyoming (1930) - Manslaughter (1930) - Monte Carlo (1930) - Follow Thru (1930) - The Playboy of Paris (1930) - Along Came Youth (1930) - June Moon (1931) - An American Tragedy (1931) - Caught (1931) - Rich Man's Folly (1931) - Working Girls (1931) - This Reckless Age (1932) - Nice Women (1932) - The Strange Case of Clara Deane (1932) - Love Is a Racket (1932) - The Night of June 13th (1932) - If I Had a Million (1932) - The Crime of the Century (1933) - King of the Jungle (1933) - The Silver Cord (1933) - One Man's Journey (1933) - Headline Shooter (1933) - Blood Money (1933) - Little Women (1933) | - Keep 'Em Rolling (1934) - Coming-Out Party (1934) - Finishing School (1934) - Of Human Bondage (1934) - Becky Sharp (1935) - The Gay Deception (1935) - Half Angel (1936) - Come and Get It (1936) - Souls at Sea (1937) - Wells Fargo (film)Wells Fargo (1937) - If I Were King (1938) - Coast Guard (1939) - So Ends Our Night (1941) - A Man Betrayed (1941) - Meet the Stewarts (1942) - I Walked with a Zombie (1943) - Happy Land (1943) - Patrick the Great (1945) - The Private Affairs of Bel Ami (1947) - Four Faces West (1948) - Payment on Demand (1951) - Cattle Drive (1951) - Reunion in Reno (1951) - Because of You (1952) - Mister Scoutmaster (1953) - Gypsy Colt (1954) |

- Bibsys: 2207
- Biblioteca Nacional de España: XX1081608
- Bibliothèque nationale de France: cb141701954 (data)
- Gemeinsame Normdatei: 1026277981
- International Standard Name Identifier: 0000 0000 6636 2486
- Library of Congress Control Number: n86105736
- Nationale Bibliotheek van Tsjechië: xx0151322
- Nationale Bibliotheek van Israël: 987007379679405171
- Système universitaire de documentation: 059760303
- Virtual International Authority File: 23625222
- WorldCat: E39PBJdcCYrtBQKRtB8Jq63CwC